# Jamie Loeb
Jamie Loeb (Bronxville, 8 marzo 1995) è una tennista statunitense.

## Biografia
Jamie Loeb ha vinto 29 titoli ITF: 11 in singolo e 18 in doppio. 
Ha raggiunto il suo best ranking in singolare - 132ª posizione - il 5 febbraio 2018. In doppio, specialità nella quale ha raggiunto anche due finali a livello WTA 125, ha invece toccato il numero 117 il 3 luglio 2023.
In carriera, Jamie ha giocato due tabelloni slam, entrambi allo US Open: nel 2015, da wild-card, è uscita all'esordio contro Caroline Wozniacki (2-6 0-6). Nel 2021, ha superato le qualificazioni con le vittorie su Raina (6-3 2-6 6-4), Friedsam (6-3 6-4) e Buzǎrnescu (6-4 7-6(2)); al primo turno ha incrociato la n°7 del seeding Iga Świątek ed è stata sconfitta in due set (3-6 4-6).

## Circuito WTA 125

### Singolare

#### Sconfitte (1)
| N. | Data           | Torneo                       | Superficie  | Avversaria in finale | Punteggio        |
| 1. | 1º agosto 2021 | LTP Women's Open, Charleston | Terra verde | Varvara Lepchenko    | 6(4)-7, 6-4, 4-6 |

### Doppio

#### Sconfitte (2)
| N. | Data             | Torneo                                           | Superficie | Compagna              | Avversarie in finale             | Punteggio           |
| 1. | 27 gennaio 2018  | Challenger Series - Newport Beach, Newport Beach | Cemento    | Rebecca Peterson      | Misaki Doi Jil Teichmann         | 6(4)–7, 6–1, [8–10] |
| 2. | 7 settembre 2019 | Challenger Series - New Haven, New Haven         | Cemento    | Usue Maitane Arconada | Anna Blinkova Oksana Kalašnikova | 2–6, 6–4, [4–10]    |

## Statistiche ITF

### Singolare

#### Vittorie (11)
| Torneo $100.000 (0) |
| Torneo $80.000 (0)  |
| Torneo $75.000 (0)  |
| Torneo $60.000 (1)  |
| Torneo $50.000 (0)  |
| Torneo $40.000 (1)  |
| Torneo $25.000 (6)  |
| Torneo $15.000 (0)  |
| Torneo $10.000 (3)  |

| N.  | Data              | Torneo                                                     | Superficie  | Avversaria           | Punteggio        |
| 1.  | 25 giugno 2012    | Sargent and Collind LLP Women's Championships, Buffalo     | Terra verde | Tornado Alicia Black | 7–6(5), 6–2      |
| 2.  | 30 settembre 2012 | Amelia Island Women's Tennis Championships, Amelia Island  | Terra verde | Mari Ōsaka           | 6–3, 7–5         |
| 3.  | 20 maggio 2013    | Palmetto PRO Open, Sumter                                  | Cemento     | Brooke Austin        | 6–4, 6–3         |
| 4.  | 5 luglio 2015     | Hunt Communities USTA Women's Pro Tennis Classic, El Paso  | Cemento     | Jennifer Brady       | 6(7)–7, 6–4, 6–2 |
| 5.  | 21 febbraio 2016  | City Of Surprise Women's Open, Surprise                    | Cemento     | Catherine Bellis     | 3–6, 6–1, 6–3    |
| 6.  | 3 luglio 2016     | Hunt Communities USTA Women's Pro Tennis Classic, El Paso  | Cemento     | Caitlin Whoriskey    | 7–5, 6–3         |
| 7.  | 12 febbraio 2017  | Launceston Tennis International, Launceston                | Cemento     | Tamara Zidanšek      | 7–6(4), 6–3      |
| 8.  | 27 ottobre 2019   | Texas Tennis Open, Dallas                                  | Cemento     | Anhelina Kalinina    | 6–0, 6(3)–7, 6–0 |
| 9.  | 24 luglio 2022    | Figueira da Foz International Ladies Open, Figueira da Foz | Cemento     | Kimberly Birrell     | 7-5, 6-4         |
| 10. | 8 gennaio 2023    | USTA So Cal's Pro Circuit, Malibù                          | Cemento     | Renata Zarazúa       | 6–4, 6-1         |
| 11. | 24 febbraio 2024  | Women's CDMX-YMCA, Città del Messico                       | Cemento     | Dalayna Hewitt       | 6-2, 6-2         |

#### Sconfitte (5)
| Torneo $100.000 (1) |
| Torneo $80.000 (0)  |
| Torneo $75.000 (0)  |
| Torneo $60.000 (1)  |
| Torneo $50.000 (0)  |
| Torneo $40.000 (0)  |
| Torneo $25.000 (3)  |
| Torneo $15.000 (0)  |
| Torneo $10.000 (0)  |

| N. | Data            | Torneo                                                          | Superficie  | Avversaria      | Punteggio        |
| 1. | 1º ottobre 2017 | Central Coast Pro Tennis Open, Templeton                        | Cemento     | Sachia Vickery  | 1–6, 2–6         |
| 2. | 4 febbraio 2018 | Dow Tennis Classic, Midland                                     | Cemento (i) | Madison Brengle | 1–6, 2–6         |
| 3. | 23 maggio 2021  | Pelham Racquet Club Women's $25K Pro Circuit Challenger, Pelham | Terra verde | Panna Udvardy   | 7–6(5), 4–6, 3–6 |
| 4. | 9 ottobre 2022  | Ascension Project Women's Open, Redding                         | Cemento     | Kayla Day       | 3-6, 4-6         |
| 5. | 7 aprile 2024   | Jackson Women's, Jackson                                        | Terra verde | Katrina Scott   | 6(9)-7, 6(6)-7   |

### Doppio

#### Vittorie (18)
| Torneo $100.000 (1) |
| Torneo $80.000 (0)  |
| Torneo $75.000 (0)  |
| Torneo $60.000 (5)  |
| Torneo $50.000 (2)  |
| Torneo $40.000 (0)  |
| Torneo $25.000 (9)  |
| Torneo $15.000 (0)  |
| Torneo $10.000 (1)  |

| N.  | Data            | Torneo                                                    | Superficie  | Partner            | Avversarie                              | Punteggio         |
| 1.  | 25 giugno 2012  | Sargent and Collind LLP Women's Championships, Buffalo    | Terra verde | Nika Kukharčuk     | Fatma Al-Nabhani Jacqueline Cako        | 1–6, 6–3, [10–8]  |
| 2.  | 2 giugno 2014   | Hunt Communities USTA Women's Pro Tennis Classic, El Paso | Cemento     | Ashley Weinhold    | Danielle Lao Hsu Chieh-yu               | 4–6, 6–4, [15–13] |
| 3.  | 10 agosto 2014  | Koser Jewelers Pro Circuit Tennis Challenge, Landisville  | Cemento     | Sanaz Marand       | Lena Litvak Alexandra Mueller           | 7–6(5), 6–1       |
| 4.  | 13 ottobre 2014 | Florence Open, Florence                                   | Cemento     | Sanaz Marand       | Danielle Lao Keri Wong                  | 6–3, 7–6(5)       |
| 5.  | 13 luglio 2015  | Stockton Challenger, Stockton                             | Cemento     | Sanaz Marand       | Kaitlyn Christian Danielle Lao          | 6–3, 6–4          |
| 6.  | 6 luglio 2016   | Challenger Banque Nationale de Granby, Granby             | Cemento     | An-Sophie Mestach  | Julia Glushko Vol'ha Havarcova          | 6–4, 6–4          |
| 7.  | 18 maggio 2018  | Ciudad de la Bisbal, La Bisbal d'Empordà                  | Terra rossa | Ana Sofía Sánchez  | Chiara Scholl Yvonne Cavalle-Reimers    | 6–3, 6–2          |
| 8.  | 14 luglio 2019  | Tennis Championships of Honolulu, Honolulu                | Cemento     | Hayley Carter      | Usue Maitane Arconada Caroline Dolehide | 6–4, 6–4          |
| 9.  | 4 ottobre 2020  | Porto Open, Porto                                         | Cemento     | Ana Sofía Sánchez  | Jana Fett Erin Routliffe                | 2–6, 6–3, [10–8]  |
| 10. | 1º ottobre 2022 | H-E-B Women's Pro Tennis Open, Austin                     | Cemento     | Elysia Bolton      | Martyna Kubka Ashley Lahey              | 6-3, 6-3          |
| 11. | 16 aprile 2023  | MNO Tennis, Boca Raton                                    | Terra verde | Makenna Jones      | Sofia Sewing Fanny Stollár              | 5-7, 6-3, [10-8]  |
| 12. | 7 maggio 2023   | FineMark Women's Pro Tennis Championship, Bonita Springs  | Terra verde | Makenna Jones      | Ashlyn Krueger Robin Montgomery         | 5-7, 6-4, [10-2]  |
| 13. | 20 maggio 2023  | Pelham Racquet Club Pro Classic, Pelham                   | Terra verde | Makenna Jones      | Robin Anderson Elysia Bolton            | 6-4, 7-5          |
| 14. | 16 giugno 2023  | Open Arcadis Brezo Osuna, Madrid                          | Cemento     | Makenna Jones      | Destanee Aiava Berfu Cengiz             | 6-4, 5-7, [10-6]  |
| 15. | 24 giugno 2023  | Open Villa de Tauste, Tauste                              | Cemento     | Makenna Jones      | Gao Xinyu Ekaterina Ovčarenko           | 6-2, 5-7, [10-6]  |
| 16. | 27 gennaio 2024 | Buenos Aires Women's, Buenos Aires                        | Terra rossa | Ana Sofía Sánchez  | Romina Ccuno Dar'ja Lodikova            | 7-5, 7-6(2)       |
| 17. | 3 febbraio 2024 | Georgia's Rome Tennis Open, Rome                          | Cemento (i) | Angela Kulikov     | Hailey Baptiste Whitney Osuigwe         | w/o               |
| 18. | 2 novembre 2024 | Tevlin Women's Challenger, Toronto                        | Cemento (i) | Justina Mikulskytė | Julie Belgraver Jasmijn Gimbrère        | 6-2, 6-1          |

#### Sconfitte (20)
| Torneo $100.000 (2) |
| Torneo $80.000 (3)  |
| Torneo $75.000 (0)  |
| Torneo $60.000 (5)  |
| Torneo $50.000 (2)  |
| Torneo $40.000 (0)  |
| Torneo $25.000 (7)  |
| Torneo $15.000 (0)  |
| Torneo $10.000 (1)  |

| N.  | Data              | Torneo                                                     | Superficie  | Partner              | Avversarie                           | Punteggio              |
| 1.  | 19 maggio 2013    | Palmetto PRO Open, Sumter                                  | Cemento     | Sanaz Marand         | Kristy Frilling Alexandra Mueller    | 4–6, 3–6               |
| 2.  | 3 agosto 2014     | Vancouver Open, Vancouver                                  | Cemento     | Allie Will           | Asia Muhammad Maria Sanchez          | 3–6, 6–1, [8–10]       |
| 3.  | 18 giugno 2016    | Palmetto PRO Open, Sumter                                  | Cemento     | Carol Zhao           | Ashley Weinhold Caitlin Whoriskey    | 6(5)–7, 1–6            |
| 4.  | 25 giugno 2016    | Southern Lifestyle Development Tennis Classic, Baton Rouge | Cemento     | Ingrid Neel          | Lauren Herring Ellen Perez           | 3–6, 3–6               |
| 5.  | 24 luglio 2016    | FSP Gold River Women's Challenger, Sacramento              | Cemento     | Chanel Simmonds      | Ashley Weinhold Caitlin Whoriskey    | 4–6, 4–6               |
| 6.  | 2 ottobre 2016    | Lexus of Las Vegas Open, Las Vegas                         | Cemento     | Chanel Simmonds      | Michaëlla Krajicek Maria Sanchez     | 5–7, 1–6               |
| 7.  | 12 novembre 2016  | ITF Tokyo Ariake Open, Tokyo                               | Cemento     | An-Sophie Mestach    | Rika Fujiwara Yuki Naito             | 4–6, 7–6(12), [8–10]   |
| 8.  | 4 novembre 2017   | RBC Pro Challenge, Tyler                                   | Cemento     | Rebecca Peterson     | Jessica Pegula Taylor Townsend       | 4–6, 1–6               |
| 9.  | 22 aprile 2018    | Dothan Pro Tennis Classic, Dothan                          | Terra verde | Sofia Kenin          | Alexa Guarachi Erin Routliffe        | 4–6, 6–2, [9–11]       |
| 10. | 4 agosto 2019     | Fifth Third Bank Tennis Championships, Lexington           | Cemento     | Ann Li               | Robin Anderson Jessika Ponchet       | 6(4)–7, 7–6(5), [7–10] |
| 11. | 11 agosto 2019    | Koser Jewelers Pro Circuit Tennis Challenge, Landisville   | Cemento     | Hayley Carter        | Vania King Claire Liu                | 6–4, 2–6, [5–10]       |
| 12. | 26 ottobre 2019   | Texas Tennis Open, Dallas                                  | Cemento     | Emily Appleton       | Olivia Tjandramulia Marcela Zacarías | 3-6, 4-6               |
| 13. | 24 ottobre 2020   | ButlerCars.com Tennis Classic, Macon                       | Cemento     | Francesca Di Lorenzo | Magdalena Fręch Katarzyna Kawa       | 5–7, 1–6               |
| 14. | 15 novembre 2020  | Oracle Pro Series Orlando Challenger, Orlando              | Cemento     | Erin Routliffe       | Rasheeda McAdoo Alycia Parks         | 6–4, 1–6, [9–11]       |
| 15. | 16 luglio 2022    | Guimaraes Ladies Open, Guimarães                           | Cemento     | Sarah Beth Grey      | Francisca Jorge Matilde Jorge        | 3-6, 1-6               |
| 16. | 17 settembre 2022 | Caldas da Rainha Ladies Open, Caldas da Rainha             | Cemento     | Elysia Bolton        | Adriana Reami Anna Rogers            | 4-6, 5-7               |
| 17. | 29 ottobre 2022   | Tevlin Women's Challenger, Toronto                         | Cemento (i) | Elysia Bolton        | Michaela Bayerlová Jang Su-jeong     | 3-6, 2-6               |
| 18. | 11 marzo 2023     | Graystone ITF Challenger Driven, Fredericton               | Cemento (i) | Quinn Gleason        | Jessie Aney Dalayna Hewitt           | 6(2)-7, 4-6            |
| 19. | 29 luglio 2023    | Dallas Summer Series, Dallas                               | Cemento (i) | Makenna Jones        | Sophie Chang Ashley Lahey            | 2-6, 2-6               |
| 20. | 21 settembre 2024 | Bank of Marin Pro Women’s Tournament, San Rafael           | Cemento     | Makenna Jones        | Robin Anderson Alana Smith           | 5-7, 2-6               |